# Quartier de l'École-Militaire
Quartier de l'École-Militaire är Paris 27:e administrativa distrikt, beläget i 7:e arrondissementet. Distriktet är uppkallat efter École Militaire.
7:e arrondissementet består även av distrikten Saint-Thomas-d'Aquin, Invalides och Gros-Caillou.

## Kyrkobyggnader
- Saint-François-Xavier
- Notre-Dame-du-Bon-Conseil

## Parker
- Square Pierre-de-Gaulle
- Square de l'Abbé-Esquerré

## Gator
- Esplanade Jacques-Chaban-Delmas

## Bilder
| - De fyra administrativa distrikten i Paris sjunde arrondissement. - Saint-François-Xavier. - Square Pierre-de-Gaulle. |

| - Square de l'Abbé-Esquerré. - Esplanade Jacques-Chaban-Delmas. |

## Kommunikationer
- Tunnelbana – linje  – Saint-François-Xavier
- Busshållplats Saint-François-Xavier – Paris bussnät, linje 82 92